# Région Ouest (Nouvelle-Calédonie)
La région Ouest a été l'une des quatre collectivités territoriales qui ont subdivisé le territoire d'outre-mer (TOM) français de la Nouvelle-Calédonie à la fin de la période des « Événements » entre 1988 et 1989, servant de prémices aux trois actuelles provinces. Elle a été créée par le « statut Pons II » (en référence au nouveau ministre des DOM-TOM, Bernard Pons) du 22 janvier 1988. Elle est constituée à partir des portions de trois précédentes régions qui avaient été créées par le statut Fabius-Pisani en 1985 : le Sud, le Centre et le Nord. Elle est finalement supprimée par la loi référendaire du 9 novembre 1988 faisant suite aux accords de Matignon et appliquée à partir de 1989, et est divisée entre les nouvelles province Sud et province Nord.

## Géographie

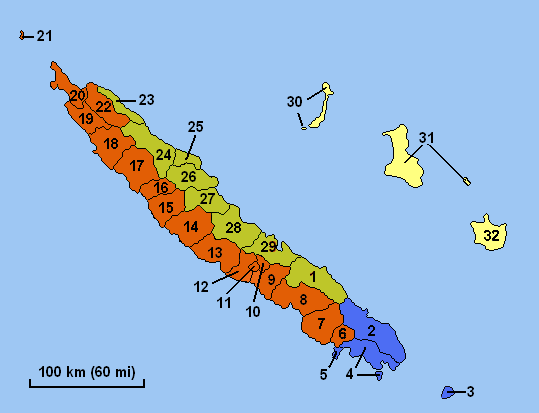
Carte des subdivisions administratives de la Nouvelle-Calédonie sous le statut Pons II

Le statut du 22 janvier 1988 crée cette nouvelle région à partir de la section nord-ouest de l'ancienne région Sud (Dumbéa et Païta) et les parties occidentales des défuntes régions Centre (Boulouparis, La Foa, Sarraméa, Farino, Moindou, Bourail et Poya) et Nord (Pouembout, Koné, Voh, Kaala-Gomen, Koumac, Poum, Îles Belep et Ouégoa). Elle correspond pratiquement à l'ancienne 2e circonscription (dite circonscription ouest) qui servait à élire l'Assemblée territoriale entre 1957 et 1985 (à l'exception de Dumbéa).
Comme son nom l'indique, elle couvre la quasi-totalité de la côte Ouest de la Grande, mais aussi les îles Belep et Ouégoa qui borde la côte Est, et est séparé de la région Est par la Chaîne Centrale. Elle est la plus vaste des quatre régions du statut Pons II, avec une superficie de 8 650,8 km2 (52,5 % de la Grande Terre, 46,57 % de l'ensemble du Territoire).
Elle comprend les 17 communes suivantes :
- Sur la côte Ouest (à proprement parler, à savoir le littoral ouest de l'île) :
  - Dumbéa
  - Païta
  - Boulouparis
  - La Foa
  - Moindou
  - Bourail
  - Poya
  - Pouembout (chef-lieu régional)
  - Koné
  - Voh
  - Kaala-Gomen
  - Koumac
  - Poum
- À l'intérieur de la Chaîne Centrale : 
  - Sarraméa
  - Farino
- Donnant sur la côte Est : Ouégoa
- Hors de la Grande Terre : Îles Belep

Son point culminant est alors le mont Humboldt (Païta), deuxième plus haut sommet de la Chaîne Centrale et de la Nouvelle-Calédonie avec 1 618 m. Ce découpage, proposé par Dick Ukeiwé et entériné par Jacques Chirac, sert à rééquilibrer quelque peu démographiquement les quatre régions, même si la région Sud est nettement plus peuplée.

## Démographie
Il s'agit de la deuxième région la plus peuplée, après celle du Sud. Selon les chiffres du recensement de 1989, elle accueillait alors 39 660 personnes, soit presque le quart de la population totale de la Nouvelle-Calédonie (24,2 %) sur un peu moins de la moitié de sa superficie. La densité y est relativement faible, avec 4,6 hab./km 2. Sa commune la plus peuplée est Dumbéa (3e commune du Territoire sur le plan démographique, 10 052 habitants, soit environ un quart de la population totale régionale, ou 25,3 %, et 15,6 hab./km2, du fait de ses quartiers méridionaux, Koutio et Auteuil, qui servent de banlieue proche à Nouméa), suivie par Païta (6 049 personnes, ou 15,25 % des résidents de la région, et 8,65 hab./km2), Bourail (4 122 individus et 5,16 hab./km2).
La région Ouest est la partie du monde rural néo-calédonien (dit « Brousse »), la plus européenne, du fait que c'est sur cette côte que les implantations de colons-éleveurs ou agriculteurs s'est le plus faite : par le biais de la colonisation pénale (à La Foa-Farino, Bourail ou Pouembout) ou libre (surtout à Dumbéa-Païta qui sont de plus rattrapées depuis les années 1970 par l'expansion urbaine de Nouméa, Boulouparis, Moindou, Poya ou Koumac, également à La Foa ainsi que, mais de manière plus faible, à Koné, Voh, Kaala-Gomen et Poum). S'est ajouté à cela en plus l'exploitation minière, avec le village industrialo-portuaire de Népoui à Poya, ainsi qu'à Voh, Kaala-Gomen ou Koumac. Les descendants d'Européens vivant dans ces régions sont appelés « Broussards ».
La population mélanésienne y est tout de même très présente, surtout dans sa moitié nord (après Bourail), avec 86 tribus, et 14 langues kanak y sont parlées.

## Compétences
Le statut Pons II est adopté après le rejet de l'indépendance au référendum d'autodétermination du 13 septembre 1987 (par 98,3 % des suffrages exprimés et 58 % des inscrits, la participation n'étant que de 59,1 % du fait du boycott des indépendantistes) : son but est ainsi d'être durable, de redonner une certaine autonomie au Territoire au sein de la République française et de renforcer l'aspect fédéral de la régionalisation. Les compétences des régions sont ainsi très vastes :
- le développement et l'aménagement régional,
- secteur rural : l'agriculture, la pêche côtière, l'Aquaculture et les forêts,
- le tourisme,
- ressources naturelles : les énergies nouvelles et l'exploitation des carrières,
- économie : les activités industrielles, commerciales et artisanales,
- infrastructures : les infrastructures routières, portuaires et aéroportuaires,
- action sociale : l'action sanitaire et l'habitat social,
- éducation : l'enseignement des cultures locales et la promotion des langues kanak
- culture : l'animation culturelle,
- la jeunesse et les loisirs,
- emploi : la formation professionnelle et les aides à l'emploi.

## Institutions et politique

### Conseil de région
La collectivité est gérée par un conseil de région de 11 membres, élu au suffrage universel direct à la proportionnelle de liste, selon la règle de la plus forte moyenne. La réunion des quatre conseils de région forment le Congrès du Territoire, l'assemblée délibérante à l'échelle de la Nouvelle-Calédonie. La durée maximale du mandat des conseillers de région est fixé à 5 ans.
Le conseil de région élit en son sein, lors de sa première réunion, un président et deux vice-présidents, au vote uninominal secret à trois tours maximum. Le président prépare et exécute les délibérations du conseil, et peut déléguer certaines de ses attributions à ses vice-présidents. Il est également, avec ses homologues des autres régions et sous la direction du président du Congrès du Territoire, membre du Conseil exécutif chargé d'« assister » le Haut-commissaire de la République, délégué du gouvernement, qui assure les fonctions exécutives du Territoire.
Le président du conseil de région Est, comme sous le statut précédent, avec ses homologues des autres régions, membre de droit du Conseil exécutif (aux côtés de son président et de 5 autres membres élus par le Congrès), qui assure désormais les fonctions exécutives du Territoire. Il est également le seul conseiller de région à ne pas pouvoir siéger au Congrès du Territoire. Les membres du Conseil exécutif doivent également quitter cette dernière assemblée, mais peuvent rester membres du conseil de région.

### Politique
Une seule élection régionale sous ce statut va avoir lieu, le 24 avril 1988, dans un contexte très tendu (les indépendantistes, qui ont rejeté le statut Pons II, boycottent ce scrutin qui se déroule en plus alors que vient de commencer la prise d'otages d'Ouvéa). Si le statut Fabius-Pisani avait créé deux régions où les indépendantistes étaient majoritaires (le Nord et les Îles), une pour les anti-indépendantistes (Sud) et une plutôt incertaine avec un électorat pratiquement partagé à égalité sur la question dans le Centre, la région Ouest est clairement prévue pour être majoritaire favorable au maintien dans la France. Ainsi, la participation (à 56 % des inscrits) y est plus forte que dans l'Est et les Îles Loyauté (respectivement à 29 et 23 %). Mais, elle comporte également une population mélanésienne assez significative très majoritairement indépendantistes, tandis que tous les « Broussards » ne sont pas loyalistes, ce qui fait que l'abstention y est tout de même plus forte que dans la région Sud (où 82 % des électeurs se sont déplacés aux urnes).
Le jour du scrutin, la liste du Rassemblement pour la Calédonie dans la République (RPCR, principal parti anti-indépendantiste), tirée par le sénateur et président des exécutifs territoriaux sans discontinuer depuis 1984, Dick Ukeiwé, gagne, avec une petite concurrence due à la percée des mouvements radicaux et nationalistes français dans l'électorat loyaliste du fait de l'instabilité. La liste Ukeiwé emporte ainsi 8 des 11 sièges, contre 3 au Front national (FN) emmené par Justin Guillemard (ancien membre du RPCR qu'il a fini par quitter, lui reprochant sa « mollesse » face aux indépendantistes).
Le conseil de la région Ouest était ainsi composé, entre sa première séance le 29 avril 1988 et le scrutin suivant du 11 juin 1989 :
- Président (et donc membre du Conseil exécutif du Territoire) : Harold Martin (RPCR, conseiller territorial puis membre du Congrès depuis 1984).
- 11 membres du Conseil de région :
  - 8 du RPCR (en gras ceux qui sont restés également membres du Congrès) :

  1. Dick Ukeiwé (président du Conseil exécutif depuis 1985, Sénateur depuis 1983)
  2. Robert Frouin (maire de Koumac à partir de 1989)
  3. Harold Martin (président)
  4. Bernard Fayard
  5. Sosimo Malalua
  6. Denis Milliard
  7. Philippe Gomès (démissionnaire le 19 mai 1988, maire de La Foa à partir de 1989), remplacé par Naco Voudjo
  8. Rose-May Babin

  - 3 du FN :

  1. Justin Guillemard
  2. Jean-Charles Moglia
  3. Patrick Fayard

La région Ouest vote à 58,15 % « oui » lors du référendum sur l'autodétermination en Nouvelle-Calédonie du 6 novembre 1988 ratifiant les accords de Matignon, démontrant tout de même une opinion assez partagée et un malaise au sein de l'électorat anti-indépendantiste (confirmé par le fait que la région Sud vote pour sa part « non » à 60,08 %) concernant la poignée de main entre Jacques Lafleur et Jean-Marie Tjibaou.